# Max Pauly
Max Johann Friedrich Pauly, conosciuto semplicemente come Max Pauly (Wesselburen, 1º giugno 1907 – Hameln, 8 ottobre 1946), è stato un ufficiale tedesco, Standartenführer delle SS, comandante del campo di concentramento di Stutthof dal settembre 1939 all'agosto 1942 e del campo di concentramento di Neuengamme e dei relativi campi secondari dal settembre 1942 fino alla liberazione del maggio 1945.

## Biografia
Pauly nacque a Wesselburen e, durante il Processo di Norimberga, fu processato per crimini di guerra nella Curio Haus di Amburgo, dichiarato colpevole e condannato a morte con altri 11 imputati. Tuttavia, non fu mai processato per i crimini commessi nel campo di concentramento di Stutthof. Fu giustiziato da Albert Pierrepoint nel carcere di Hamelin l'8 ottobre 1946, tramite impiccagione.